# Bence-Jones-Protein

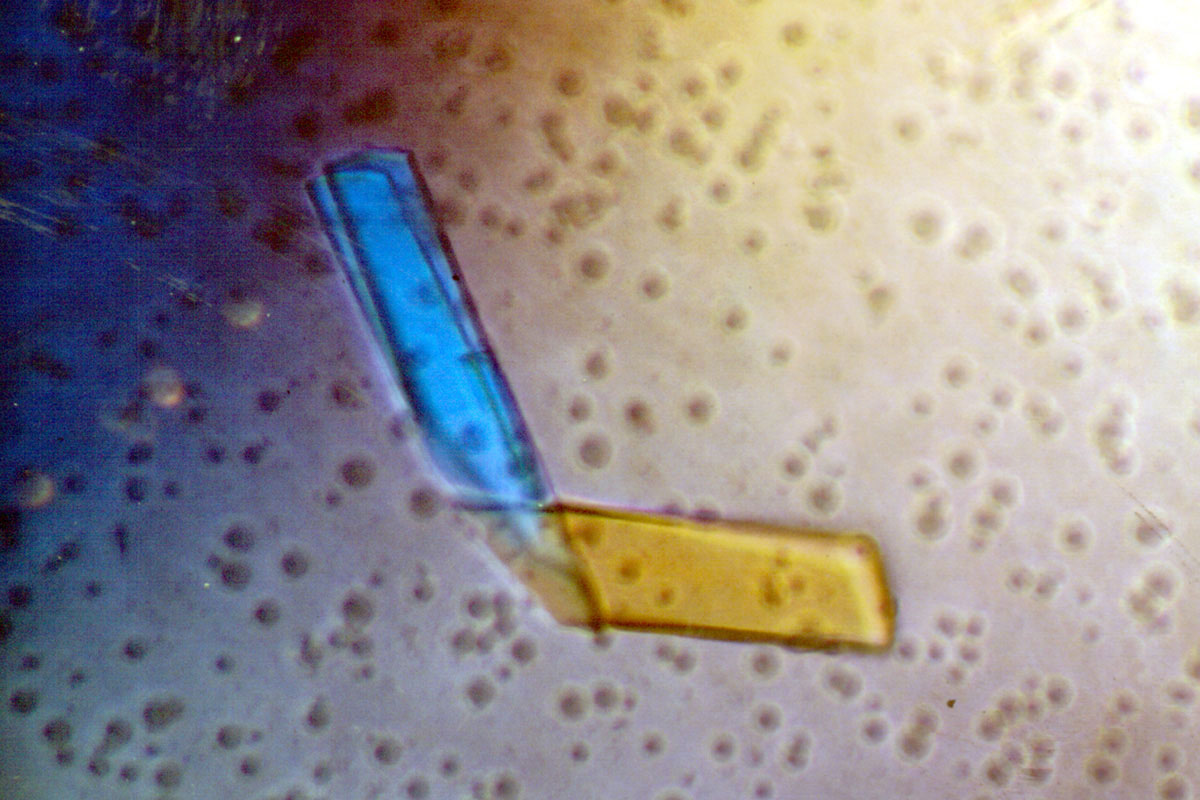
Kristall des Bence-Jones-Proteins

Bence-Jones-Proteine sind Proteine, die bei bestimmten Erkrankungen im Urin ausgeschieden werden (sogenannte Bence-Jones-Proteinurie). Biochemisch handelt es sich um Immunglobulin-Leichtketten-Proteine, die frei (also nicht gebunden in intakten Immunglobulinen) vorliegen. In der Regel liegt als Ursache eine Erkrankung zugrunde, bei der in großer Menge Leichtkettenproteine gebildet werden. Da diese Proteine ein relativ kleines Molekulargewicht haben, können sie den glomerulären Filter passieren und werden anschließend von den Zellen des proximalen Tubulus reabsorbiert und abgebaut. Bei einer ausreichend hohen Konzentration oder einer Störung der Reabsorption im proximalen Tubulus können sie daher im Urin auftauchen und nachgewiesen werden.
Die zugrundeliegende Erkrankung ist in der Regel ein Multiples Myelom, eine bösartige Erkrankung von Plasmazellen. Da es sich dabei um eine monoklonale Erkrankung handelt, sind die von diesen Plasmazellen produzierten freien Leichtkettenproteine alle vom selben Typ – entweder „kappa“ oder „lambda“.
Leichtkettenproteine können sich in verschiedenen Organen in Form von semikristallinen Strukturen, sogenanntem Amyloid ablagern. Ein vorrangig betroffenes Organ ist die Niere, wodurch es zu einer Funktionsstörung (Niereninsuffizienz) kommt. Diese kann bis zum vollständigen Funktionsausfall der Nieren fortschreiten (chronisches Nierenversagen).
Bence-Jones-Proteine können durch eine Reihe von Tests, zum Beispiel SDS-PAGE, Immunfixation, Immunelektrophorese oder der Freie-Leichtketten-Bestimmung im Harn nachgewiesen werden.

## Geschichte
Das Protein ist nach Henry Bence Jones benannt, der es 1848 beschrieb. Der Hämatologe Robert A. Kyle geht davon aus, dass dieses Protein bereits 1846 von Johann Florian Heller beschrieben wurde. Bence Jones steht nach Kyle vielmehr das Verdienst zu, einen Zusammenhang zwischen dem Auftreten des Proteins und der später als Multiples Myelom bezeichneten Krebserkrankung hergestellt zu haben.
Erst Putnam und Hardy zeigten 1955, dass es sich bei dem Protein nicht um ein Abbauprodukt des Stoffwechsels, sondern um ein Syntheseprodukt von Zellen handelt.